# Leptapoderus yunlingensis
Leptapoderus yunlingensis es una especie de coleóptero de la familia Attelabidae.

## Distribución geográfica
Habita en la China.